# Pterolophioides guineensis
Pterolophioides guineensis là một loài bọ cánh cứng trong họ Cerambycidae.